# アカノドボウシインコ
アカノドボウシインコ（Amazona arausiaca）は、オウム目インコ科に分類される鳥類。

## 分布
ドミニカ国固有種

## 形態
全長39-42cm。全身は緑色、顔は青い羽毛で被われる。喉は黄色い金属光沢がある赤い羽毛で被われる。初列風切先端は暗青色。外側から1-4枚目の次列風切基部は赤（1枚目）、黄色（2、4枚目）、青（3枚目）で、外側から4枚目の次列風切先端は青い。
虹彩はオレンジ色。嘴の色彩は灰白色。後肢の色彩は灰色。

## 生態
標高300-800m（主に500-600m）にある森林に生息する。昼行性で、夜間になると大木の樹上に集まり休む。ペアもしくは5羽以下の小規模な群れを形成して生活するが、非繁殖期には大規模な群れを形成する。
食性は植物食で、果実、種子、蕾、花、芽などを食べる。
繁殖形態は卵生。2-6月に樹洞に、1回に2個の卵を産む。隔年繁殖すると考えられている。

## 人間との関係
開発による生息地の破壊、食用やペット用の乱獲などにより生息数は激減している。さらにハリケーンによっても生息数が減少している。生息地の一部はディアブロティン国立公園に指定されている。1980年から狩猟を行わないよう啓蒙活動が進められている。1977年における生息数は350羽以上、1990年における生息数は350羽、1993年における生息数は500羽と推定されている。